# Copa Desafío AFC-OFC 2003
La Copa Desafío AFC-OFC 2003 fue la segunda y última edición oficial de este torneo intercontinental de selecciones nacionales. Enfrentó al campeón de los Juegos Asiáticos 2002 y al campeón de la Copa de las Naciones de la OFC 2002.

## Selecciones clasificadas
| AFC (Ásia)    |  | Irán          |  | Campeón de los Juegos Asiáticos (2002)              |
| OFC (Oceanía) |  | Nueva Zelanda |  | Campeón de la Copa de las Naciones de la OFC (2002) |

## Final
| 1          | POR        | Ebrahim Mirzapour       |  |
| -          | DEF        | Yahya Golmohammadi      |  |
| -          | DEF        | Mohamad Nosrati         |  |
| -          | DEF        | Rahman Rezaei           |  |
| -          | MED        | Hossein Kaebi           |  |
| -          | MED        | Ali Karimi              |  |
| -          | MED        | Javad Nekounam          |  |
| -          | MED        | Alireza Vahedi Nikbakht |  |
| -          | DE         | Ali Daei                |  |
| -          | DEL        | Mehdi Mahdavikia        |  |
| -          | DEL        | Hamed Kavianpour        |  |
| Entrenador | Entrenador | Branko Ivankovic        |  |

| 1          | POR        | Jason Petkovic |  |
| -          | DEF        | Che Bunce      |  |
| -          | DEF        | Tony Lochhead  |  |
| -          | DEF        | Ryan Nelsen    |  |
| -          | DEF        | Ivan Vicelich  |  |
| -          | MED        | Simon Elliott  |  |
| -          | MED        | Noah Hickey    |  |
| -          | MED        | Duncan Oughton |  |
| -          | MED        | Leo Bertos     |  |
| -          | DEL        | Gerard Davis   |  |
| -          | DEL        | Aaran Lines    |  |
| Entrenador | Entrenador | Mick Waitt     |  |

| Anotado | 24' | Karimi | 1 - 0 |
| Anotado | 37' | Karimi | 2 - 0 |
| Anotado | 67' | Kaebi  | 3 - 0 |

| Amonestado | Michael Wilson |  |

| Árbitro | Kousa Mohammed |
|         |                |
|         |                |

| 1          | POR        | Ebrahim Mirzapour       |  |
| -          | DEF        | Yahya Golmohammadi      |  |
| -          | DEF        | Mohamad Nosrati         |  |
| -          | DEF        | Rahman Rezaei           |  |
| -          | MED        | Hossein Kaebi           |  |
| -          | MED        | Ali Karimi              |  |
| -          | MED        | Javad Nekounam          |  |
| -          | MED        | Alireza Vahedi Nikbakht |  |
| -          | DE         | Ali Daei                |  |
| -          | DEL        | Mehdi Mahdavikia        |  |
| -          | DEL        | Hamed Kavianpour        |  |
| Entrenador | Entrenador | Branko Ivankovic        |  |

| 1          | POR        | Jason Petkovic |  |
| -          | DEF        | Che Bunce      |  |
| -          | DEF        | Tony Lochhead  |  |
| -          | DEF        | Ryan Nelsen    |  |
| -          | DEF        | Ivan Vicelich  |  |
| -          | MED        | Simon Elliott  |  |
| -          | MED        | Noah Hickey    |  |
| -          | MED        | Duncan Oughton |  |
| -          | MED        | Leo Bertos     |  |
| -          | DEL        | Gerard Davis   |  |
| -          | DEL        | Aaran Lines    |  |
| Entrenador | Entrenador | Mick Waitt     |  |

| Anotado | 24' | Karimi | 1 - 0 |
| Anotado | 37' | Karimi | 2 - 0 |
| Anotado | 67' | Kaebi  | 3 - 0 |

| Amonestado | Michael Wilson |  |

| Árbitro | Kousa Mohammed |
|         |                |
|         |                |

|                         |
| Bandera de Irán         |
| Campeón Irán 1.o título |